# Ciclismo nos Jogos Pan-Americanos de 2007 - Corrida em estrada masculina
A corrida em estrada masculino foi um dos eventos do ciclismo de estrada nos Jogos Pan-Americanos de 2007, no Rio de Janeiro. A prova foi disputada no Parque do Flamengo em 21 de julho as 12h00 (UTC-3) com 21 ciclistas de 16 países.

## Medalhistas
| Ouro   | DOM Wendy Cruz         |
| Prata  | TRI Emile Abraham      |
| Bronze | BRA Luciano Pagliarini |

## Resultados
| Pos.              | Atleta                | País                     | Tempo    |
| ----------------- | --------------------- | ------------------------ | -------- |
| Medalha de ouro   | Wendy Cruz            | DOM República Dominicana | 3h38m50s |
| Medalha de prata  | Emile Abraham         | TRI Trinidad e Tobago    | 3h38m50s |
| Medalha de bronze | Luciano Pagliarini    | BRA Brasil               | 3h38m50s |
| 4                 | Pedro Pablo Pérez     | CUB Cuba                 | 3h38m50s |
| 5                 | Keven Lacombe         | CAN Canadá               | 3h38m50s |
| 6                 | Ignacio Sarabia       | MEX México               | 3h38m50s |
| 7                 | Charles Dionne        | CAN Canadá               | 3h38m50s |
| 8                 | Arturo Corvalán       | CHI Chile                | 3h38m50s |
| 9                 | Anthony Brea          | VEN Venezuela            | 3h38m50s |
| 10                | Fausto Esparza        | MEX México               | 3h38m50s |
| 11                | Horacio Gallardo      | BOL Bolívia              | 3h38m50s |
| 12                | Byron Guamá           | ECU Equador              | 3h38m50s |
| 13                | Arnold Alcolea        | CUB Cuba                 | 3h38m50s |
| 14                | Anibal Borrajo        | ARG Argentina            | 3h38m50s |
| 15                | Rafael Andriato       | BRA Brasil               | 3h38m50s |
| 16                | Juan Pablo Forero     | COL Colômbia             | 3h38m50s |
| 17                | Guillermo Miranda     | PAN Panamá               | 3h38m50s |
| 18                | Heiko Grobenstieg     | PAR Paraguai             | 3h38m50s |
| 19                | Juan Carlos Rojas     | CRC Costa Rica           | 3h38m50s |
| 20                | Milton Wynants        | URU Uruguai              | 3h38m50s |
| 21                | Yamil Montano         | BOL Bolívia              | 3h38m50s |
| 22                | Dominique Rollin      | CAN Canadá               | 3h38m50s |
| 23                | Gustavo Miño          | PAR Paraguai             | 3h38m50s |
| 24                | Marloe Rodman         | JAM Jamaica              | 3h38m50s |
| 25                | Jairo Pérez           | COL Colômbia             | 3h38m50s |
| 26                | Otávio Bulgarelli     | BRA Brasil               | 3h38m50s |
| 27                | Raúl Turano           | ARG Argentina            | 3h38m50s |
| 28                | Segundo Navarrete     | ECU Equador              | 3h38m50s |
| 29                | Alen Reyes            | URU Uruguai              | 3h38m50s |
| 30                | Augusto Sánchez       | DOM República Dominicana | 3h38m50s |
| 31                | Jorge Gallegos        | ECU Equador              | 3h38m50s |
| 32                | Franklin Chacón       | VEN Venezuela            | 3h38m50s |
| 33                | Tyler Butterfield     | BER Bermudas             | 3h38m50s |
| 34                | Renato Seabra         | BRA Brasil               | 3h38m56s |
| 35                | Aurelio Gil           | VEN Venezuela            | 3h38m56s |
| 36                | Víctor Moreno         | VEN Venezuela            | 3h38m58s |
| 37                | Jorge Pérez           | DOM República Dominicana | 3h39m01s |
| 38                | José Serpa            | COL Colômbia             | 3h39m01s |
| 39                | Moisés Aldape         | MEX México               | 3h39m15s |
| 40                | Juan Pablo Magallanes | MEX México               | 3h39m15s |
| 41                | Gonzalo Garrido       | CHI Chile                | 3h39m18s |
| 42                | Marcelo Arriagada     | CHI Chile                | 3h39m18s |
| 43                | Juan Curuchet         | ARG Argentina            | 3h39m23s |
| 44                | Ryan McKenzie         | CAN Canadá               | 3h39m39s |
| 45                | Pilliph Clarke        | BAR Barbados             | 3h40m27s |
| 46                | Rafael Germán         | DOM República Dominicana | 3h42m22s |
| 47                | Richard Rodríguez     | CHI Chile                | 3h44m39s |
| 48                | Yunier Alonso         | CUB Cuba                 | 3h46m46s |
| —                 | Carlos Alzate         | COL Colômbia             | DNF      |
| —                 | Juan Montenegro       | ECU Equador              | DNF      |
| —                 | Alejandro Borrajo     | ARG Argentina            | DNF      |
| —                 | Michel Fernández      | CUB Cuba                 | DNS      |